# Mathieu Henri Marchant de La Houlière
Pour les articles homonymes, voir Marchant.
Mathieu Henry Marchant de la Houlière, né le 6 mars 1717 à Paris, mort par suicide le 18 juin 1793 à Salses-le-Château (Pyrénées-Orientales), est un général français.

## États de service
Il entre en service en 1733 comme lieutenant dans le régiment d’artillerie royal marine. Il passe capitaine en 1734, et lieutenant-colonel en 1746. Il devient major avec rang de colonel au régiment de Lyonnais en 1749. 
Le 3 juillet 1751 il est affecté à Salses en Roussillon, et le 17 janvier 1752, il rejoint la forteresse de Bellegarde. Le 21 avril 1758, il est désigné pour la campagne d’Amérique, et il participe au siège de Louisbourg, avant d’être rapatrié blessé en France en octobre de la même année.
Brigadier des armes du roi le 22 octobre 1770 et chevalier de Saint-Louis, il est de retour et commande à Salses en 1778. Il est promu maréchal de camp le 1er aout 1791, et général de division le 8 mars 1793. Commandant en chef de la division orientale à l’armée des Pyrénées il s’installe dans la Forteresse de Salses le 17 avril 1793.
Il se suicide le 18 juin 1793, pour éviter le déshonneur d’une destitution, à la suite de la prise de Céret par les Espagnols, lors de la Guerre du Roussillon.

## Particularités
Il est un fait peu connu dû à l'initiative de Henri Mathieu Marchant de la Houlière. Outre ses activités militaires, il disposait d'une fonderie à Alès et suivait avec attention toutes les innovations dans ce domaine. C'est ainsi qu'il eut connaissance des progrès énormes réalisés par les Anglais dans le domaine de l'artillerie navale grâce aux fours à réverbère. Il obtint l'accord de son ministère et celui de la marine pour aller en Angleterre voir ce qui se réalisait et rencontra les frères Wilkinson, grands maîtres de cette technique. Il réussit à faire venir l'un d'eux en France pour y réaliser une fonderie placée sous le contrôle du ministère de la Marine. Celle-ci fut créée à Indret, au bord de la Loire près de Nantes, et devint une usine à la pointe du progrès en ce domaine tant et si bien qu'en peu d'années la flotte française fut en mesure de tenir tête à celle d'Angleterre.

## Famille
Voltaire l'appelle son « cher neveu à la mode de Bretagne » et lui transmet les compliments de Mme Denis « qui est véritablement [sa] cousine » (lettre du 22 octobre 1770). En effet, Marchant de La Houlière était le petit-fils d'une tante de Voltaire, Marie Arouet.

## Sources
- (en) « Generals Who Served in the French Army during the Period 1789 - 1814: Eberle to Exelmans »
- Bernard Prats, Marchant Mathieu, Henri de la Houlière,gouverneur de Salses (" lire en ligne)
- Jean Capeille, « La Houlière, Mathieu Henri Marchant de », dans Dictionnaire de biographies roussillonnaises, Perpignan, 1914
- Médiathèque Jacques Demy de Nantes. Documents Ms 505 et Ms 506
- fonderie.indret.free.fr/artillerie.php